# РРТС „Франгата“
Радиорелейната и телевизионна станция Франгата (накратко РРТС Франгата, известна и като Телевизионна кула Варна) е въведена в експлоатация през 1966 г. Нейната височина е 52 m.

## История
Телевизионната кула е разположена на Франгенското плато, на надморска височина 306 m. Първите радиорелейни съоръжения в местността са монтирани през 1961 г. за ретранслиране на програмата на „Радио София“. В периода 1962 – 1965 г. са реализирани и първите УКВ-ЧМ радиопредавания във Варна чрез предавател с мощност 50 W.
Комплексът на телевизионната кула се състои от шестетажна сграда и железорешетъчна кула за телевизионно излъчване. Официалното откриване е на 7 септември 1966 г. с пускането в действие на ретранслатор за Първа програма на Българското радио и телевизионен предавател с мощност 600 W за изображението и 150 W за звука, излъчващ програмата на Българската телевизия. След 1970 г. са монтирани първите предаватели за цветна телевизия, а през 1978 г. е пуснат в действие 10 kW японски предавател на фирмата „NEC“, излъчващ втора телевизионна програма. През 1989 г. старият 600-ватов телевизионен предавател за първа телевизионна програма е подменен с нов, с мощност 5 kW, също на фирмата „NEC“.
През 1976 г. е издигната втора антена за излъчване на УКВ-ЧМ радиопрограми. Първите професионални УКВ-ЧМ предаватели влизат в действие през 1978 г. – три предавателя на полската фирма „Zarat“, всеки с мощност от 3 kW.
В края на 1970-те в комплекса специалните служби монтират и трета антена за заглушаване на вражески за режима радиостанции, която днес не се използва. През 1983 г. е монтиран предавател, произведен от „NEC“, работещ на западноевропейския честотен обхват между 87,5 и 108 MHz. С него се излъчва Програма „Хоризонт“ на 100,9 MHz с мощност 5 kW.
През 2013 г. са включени нови цифрови телевизионни предаватели, излъчващи Мултиплекс 1 на 22 канал, Мултиплекс 2 на 29 канал и Мултиплекс 3 на 27 канал. На 30 септември 2013 г. са изключени аналоговите телевизионни предаватели в станцията: БНТ 1 (9 канал/5 kW), bTV (33 канал/5 kW), Нова телевизия (50 канал/10 kW), БНТ Море (21 канал/500 W), News7 (11 канал/500 W).